# Liste der Bodendenkmäler in Arnstein (Unterfranken)
Auf dieser Seite sind die Bodendenkmäler in der unterfränkischen Stadt Arnstein zusammengestellt. Diese Tabelle ist eine Teilliste der Liste der Bodendenkmäler in Bayern. Grundlage ist die Bayerische Denkmalliste, die auf Basis des Bayerischen Denkmalschutzgesetzes vom 1. Oktober 1973 erstmals erstellt wurde und seither durch das Bayerische Landesamt für Denkmalpflege geführt wird. Die folgenden Angaben ersetzen nicht die rechtsverbindliche Auskunft der Denkmalschutzbehörde.

## Bodendenkmäler der Gemeinde Arnstein

### Bodendenkmäler in der Gemarkung Altbessingen
| Lage                    | Objekt | Akten-Nr.     | Bild |
| ----------------------- | --- | ------------- | ---- |
| Altbessingen (Standort) | Burgstall des Mittelalters. | D-6-5925-0004 |      |
| Altbessingen (Standort) | Grabenwerk vorgeschichtlicher Zeitstellung. | D-6-5925-0023 |      |
| Altbessingen (Standort) | Siedlung der Linearbandkeramik und des Mittelneolithikums.                                                                                        | D-6-5925-0048 |      |
| Altbessingen (Standort) | Archäologische Befunde im Bereich der frühneuzeitlichen Katholischen Pfarrkirche Mariä Himmelfahrt und St. Ägidius von Altbessingen mit Kirchhof. | D-6-5925-0062 |      |

### Bodendenkmäler in der Gemarkung Arnstein
| Lage                | Objekt | Akten-Nr.     | Bild |
| ------------------- | --- | ------------- | ---- |
| Arnstein (Standort) | Siedlung des Neolithikums, der Hallstattzeit sowie Körpergräber der Merowingerzeit.                                             | D-6-6025-0003 |      |
| Arnstein (Standort) | Siedlung des Mittelalters oder der frühen Neuzeit.                                                                              | D-6-6025-0039 |      |
| Arnstein (Standort) | Vorgängerbau sowie Befunde des Mittelalters und der frühen Neuzeit im Bereich der Katholischen Wallfahrtskirche Maria Sondheim. | D-6-6025-0060 |      |
| Arnstein (Standort) | Siedlung der Hallstattzeit. | D-6-6025-0063 |      |
| Arnstein (Standort) | Bestattungsplatz mit Grabhügeln vorgeschichtlicher Zeitstellung.                                                                | D-6-6025-0069 |      |
| Arnstein (Standort) | Befunde des Mittelalters und der frühen Neuzeit im Bereich der Katholischen Stadtpfarrkirche St. Nikolaus von Arnstein.         | D-6-6025-0081 |      |
| Arnstein (Standort) | Vorgängerbauten sowie Befunde des Mittelalters und der frühen Neuzeit im Bereich von Schloss Arnstein.                          | D-6-6025-0082 |      |
| Arnstein (Standort) | Mittelalterliche und frühneuzeitliche Befunde im Bereich der ehemalige Stadtbefestigung von Arnstein.                           | D-6-6025-0083 |      |
| Arnstein (Standort) | Befunde des Mittelalters und der frühen Neuzeit im Bereich des ehemaligen befestigten Stadtkerns von Arnstein.                  | D-6-6025-0084 |      |
| Arnstein (Standort) | Befunde des Mittelalters und der frühen Neuzeit im Bereich der westlichen Vorstadt Bettendorf von Arnstein.                     | D-6-6025-0085 |      |
| Arnstein (Standort) | Befunde des Mittelalters und der frühen Neuzeit im Bereich der westlichen Vorstadt Höflein von Arnstein.                        | D-6-6025-0086 |      |
| Arnstein (Standort) | Befunde des Mittelalters und der frühen Neuzeit im Bereich der südöstlichen Vorstadt Sichersdorf von Arnstein.                  | D-6-6025-0087 |      |
| Arnstein (Standort) | Siedlung vorgeschichtlicher Zeitstellung.                                                                                       | D-6-6025-0123 |      |

### Bodendenkmäler in der Gemarkung Binsbach
| Lage                | Objekt | Akten-Nr.     | Bild |
| ------------------- | --- | ------------- | ---- |
| Binsbach (Standort) | Siedlung der Linearbandkeramik und der Hallstattzeit.                                                                    | D-6-6026-0004 |      |
| Binsbach (Standort) | Mittelalterlicher Burgstall.                                                                                             | D-6-6026-0005 |      |
| Binsbach (Standort) | Siedlung der Linearbandkeramik.                                                                                          | D-6-6026-0010 |      |
| Binsbach (Standort) | Siedlung der Linearbandkeramik und der Urnenfelderzeit.                                                                  | D-6-6026-0011 |      |
| Binsbach (Standort) | Siedlung der Linearbandkeramik.                                                                                          | D-6-6026-0302 |      |
| Binsbach (Standort) | Befunde des Mittelalters und der frühen Neuzeit im Bereich der Katholischen Filialkirche St. Jakobus d. Ä. von Binsbach. | D-6-6026-0308 |      |

### Bodendenkmäler in der Gemarkung Binsfeld
| Lage                | Objekt | Akten-Nr.     | Bild |
| ------------------- | --- | ------------- | ---- |
| Binsfeld (Standort) | Siedlung der Hallstattzeit, der jüngeren Latènezeit und vermutlich der älteren römischen Kaiserzeit, Wüstung mit Kirche des frühen und hohen Mittelalters. | D-6-6025-0001 |      |
| Binsfeld (Standort) | Bestattungsplatz mit Grabhügeln vorgeschichtlicher Zeitstellung.                                                                                           | D-6-6025-0005 |      |
| Binsfeld (Standort) | Siedlung der jüngeren Latènezeit. | D-6-6025-0051 |      |
| Binsfeld (Standort) | Abgegangene mittelalterliche Burganlage. | D-6-6025-0070 |      |
| Binsfeld (Standort) | Bestattungsplatz mit Grabhügel vorgeschichtlicher Zeitstellung.                                                                                            | D-6-6025-0074 |      |
| Binsfeld (Standort) | Befunde der frühen Neuzeit im Bereich der Katholischen Pfarrkirche St. Nikolaus von Binsfeld.                                                              | D-6-6025-0090 |      |
| Binsfeld (Standort) | Siedlung vorgeschichtlicher Zeitstellung. | D-6-6025-0102 |      |
| Binsfeld (Standort) | Siedlung vorgeschichtlicher Zeitstellung, vermutlich der Hallstattzeit.                                                                                    | D-6-6025-0125 |      |
| Binsfeld (Standort) | Siedlung der Metallzeiten. | D-6-6025-0126 |      |
| Binsfeld (Standort) | Bestattungsplatz mit Grabhügeln vorgeschichtlicher Zeitstellung.                                                                                           | D-6-6025-0136 |      |

### Bodendenkmäler in der Gemarkung Büchold
| Lage               | Objekt | Akten-Nr.     | Bild |
| ------------------ | --- | ------------- | ---- |
| Büchold (Standort) | Siedlung der Linearbandkeramik und der Hallstattzeit.                                                                                                 | D-6-5925-0005 |      |
| Büchold (Standort) | Siedlung der Linearbandkeramik. | D-6-5925-0024 |      |
| Büchold (Standort) | Siedlung der Linearbandkeramik. | D-6-5925-0025 |      |
| Büchold (Standort) | Siedlung der Linearbandkeramik und der Hallstattzeit.                                                                                                 | D-6-5925-0026 |      |
| Büchold (Standort) | Siedlung der Linearbandkeramik und der Hallstattzeit, früh- und hochmittelalterliche Wüstung.                                                         | D-6-5925-0031 |      |
| Büchold (Standort) | Siedlung der mittleren und späten Latènezeit. | D-6-5925-0032 |      |
| Büchold (Standort) | Siedlung des Mittelneolithikums, der Urnenfelderzeit und der jüngeren Latènezeit.                                                                     | D-6-5925-0033 |      |
| Büchold (Standort) | Siedlung des Mittelneolithikums und der Urnenfelderzeit.                                                                                              | D-6-5925-0034 |      |
| Büchold (Standort) | Siedlung der Linearbandkeramik. | D-6-5925-0043 |      |
| Büchold (Standort) | Untertägige Teile der mittelalterlichen Burg und des frühneuzeitlichen Schlosses von Büchold.                                                         | D-6-5925-0057 |      |
| Büchold (Standort) | Siedlung des Alt- oder Mittelneolithikums. | D-6-5925-0071 |      |
| Büchold (Standort) | Mittelalterlicher Vorgängerbau und Befunde der frühen Neuzeit im Bereich der Katholischen Pfarrkirche Mariä Heimsuchung und St. Nikolaus von Büchold. | D-6-5925-0072 |      |
| Büchold (Standort) | Abgegangene mittelalterliche Pfarrkirche St. Johannes Baptista von Büchold.                                                                           | D-6-5925-0073 |      |
| Büchold (Standort) | Archäologische Befunde im Bereich der barocken Gartenanlage des 17./18. Jh. von Burg Büchold.                                                         | D-6-5925-0089 |      |
| Büchold (Standort) | Siedlung der Linearbandkeramik. | D-6-5925-0095 |      |
| Büchold (Standort) | Untertägige spätmittelalterliche und frühneuzeitliche Teile im Bereich des historischen Ortskerns von Büchold.                                        | D-6-5925-0099 |      |

### Bodendenkmäler in der Gemarkung Gänheim
| Lage               | Objekt | Akten-Nr.     | Bild |
| ------------------ | --- | ------------- | ---- |
| Gänheim (Standort) | Siedlung der Linearbandkeramik, der Stichbandkeramik, der Mittelneolithikums und der Hallstattzeit.                               | D-6-6026-0006 |      |
| Gänheim (Standort) | Siedlung vor- und frühgeschichtlicher Zeitstellung.                                                                               | D-6-6026-0014 |      |
| Gänheim (Standort) | Siedlung vor- und frühgeschichtlicher Zeitstellung.                                                                               | D-6-6026-0015 |      |
| Gänheim (Standort) | Siedlung der Urnenfelderzeit. | D-6-6026-0301 |      |
| Gänheim (Standort) | Mittelalterlicher Vorgängerbau und Befunde der frühen Neuzeit im Bereich der Katholischen Pfarrkirche St. Laurentius von Gänheim. | D-6-6026-0310 |      |

### Bodendenkmäler in der Gemarkung Halsheim
| Lage                | Objekt | Akten-Nr.     | Bild |
| ------------------- | --- | ------------- | ---- |
| Halsheim (Standort) | Siedlung der Linearbandkeramik und der Hallstattzeit.                                                                                      | D-6-6025-0027 |      |
| Halsheim (Standort) | Siedlung der Linearbandkeramik. | D-6-6025-0062 |      |
| Halsheim (Standort) | Vorgängerbauten sowie Befunde des Mittelalters und der frühen Neuzeit im Bereich der Katholischen Filialkirche St. Sebastian von Halsheim. | D-6-6025-0093 |      |
| Halsheim (Standort) | Siedlung der Metallzeiten. | D-6-6025-0144 |      |

### Bodendenkmäler in der Gemarkung Heugrumbach
| Lage                   | Objekt                                                                                                  | Akten-Nr.     | Bild |
| ---------------------- | --- | ------------- | ---- |
| Heugrumbach (Standort) | Mittelalterlicher Burgstall Franzenburg.                                                                | D-6-6025-0006 |      |
| Heugrumbach (Standort) | Bestattungsplatz mit Grabhügeln vorgeschichtlicher Zeitstellung.                                        | D-6-6025-0008 |      |
| Heugrumbach (Standort) | Siedlung der Linearbandkeramik und der jüngeren Latènezeit, Wüstung des frühen bis späten Mittelalters. | D-6-6025-0022 |      |
| Heugrumbach (Standort) | Brandgräber der Hallstattzeit und Reihengräberfeld der Merowingerzeit.                                  | D-6-6025-0041 |      |
| Heugrumbach (Standort) | Siedlung der Linearbandkeramik.                                                                         | D-6-6025-0042 |      |

### Bodendenkmäler in der Gemarkung Müdesheim
| Lage                 | Objekt                                                                                   | Akten-Nr.     | Bild |
| -------------------- | ---------------------------------------------------------------------------------------- | ------------- | ---- |
| Müdesheim (Standort) | Siedlung der Linearbandkeramik und der Hallstattzeit.                                    | D-6-6025-0009 |      |
| Müdesheim (Standort) | Bestattungsplatz mit Grabhügel vorgeschichtlicher Zeitstellung.                          | D-6-6025-0010 |      |
| Müdesheim (Standort) | Bestattungsplatz mit Grabhügeln vorgeschichtlicher Zeitstellung.                         | D-6-6025-0011 |      |
| Müdesheim (Standort) | Merowingerzeitliches Reihengräberfeld.                                                   | D-6-6025-0012 |      |
| Müdesheim (Standort) | Siedlung der Hallstattzeit und des frühen Mittelalters.                                  | D-6-6025-0037 |      |
| Müdesheim (Standort) | Siedlung der jüngeren Latènezeit, Wüstung Hinternach des frühen bis späten Mittelalters. | D-6-6025-0038 |      |
| Müdesheim (Standort) | Siedlung der Hallstattzeit und der jüngeren Latènezeit.                                  | D-6-6025-0047 |      |
| Müdesheim (Standort) | Siedlung der Linearbandkeramik.                                                          | D-6-6025-0061 |      |
| Müdesheim (Standort) | Bestattungsplatz mit Grabhügeln vorgeschichtlicher Zeitstellung.                         | D-6-6025-0075 |      |
| Müdesheim (Standort) | Grabhügel vorgeschichtlicher Zeitstellung.                                               | D-6-6025-0076 |      |
| Müdesheim (Standort) | Bestattungsplatz mit Grabhügeln vorgeschichtlicher Zeitstellung.                         | D-6-6025-0078 |      |
| Müdesheim (Standort) | Bestattungsplatz mit Grabhügel vorgeschichtlicher Zeitstellung.                          | D-6-6025-0079 |      |
| Müdesheim (Standort) | Befunde des Mittelalters und der frühen Neuzeit im Bereich der St. Radegundiskapelle.    | D-6-6025-0098 |      |
| Müdesheim (Standort) | Siedlung der Urnenfelderzeit.                                                            | D-6-6025-0143 |      |

### Bodendenkmäler in der Gemarkung Mühlhausen
| Lage                  | Objekt                                                                           | Akten-Nr.     | Bild |
| --------------------- | -------------------------------------------------------------------------------- | ------------- | ---- |
| Mühlhausen (Standort) | Siedlung der Linearbandkeramik, der Urnenfelder-, Hallstatt- und Merowingerzeit. | D-6-6026-0200 |      |

### Bodendenkmäler in der Gemarkung Neubessingen
| Lage                    | Objekt                                                                                            | Akten-Nr.     | Bild |
| ----------------------- | ------------------------------------------------------------------------------------------------- | ------------- | ---- |
| Neubessingen (Standort) | Befunde der frühen Neuzeit im Bereich der Katholischen Filialkirche St. Michael von Neubessingen. | D-6-5925-0077 |      |

### Bodendenkmäler in der Gemarkung Reuchelheim
| Lage                   | Objekt | Akten-Nr.     | Bild |
| ---------------------- | --- | ------------- | ---- |
| Reuchelheim (Standort) | Siedlung der Linearbandkeramik, der Urnenfelderzeit und der jüngeren Latènezeit.                          | D-6-6025-0013 |      |
| Reuchelheim (Standort) | Körpergräber der Merowingerzeit.                                                                          | D-6-6025-0014 |      |
| Reuchelheim (Standort) | Siedlung der Hallstattzeit.                                                                               | D-6-6025-0045 |      |
| Reuchelheim (Standort) | Siedlung der Linearbandkeramik und der Hallstatt- oder Latènezeit.                                        | D-6-6025-0049 |      |
| Reuchelheim (Standort) | Bestattungsplatz mit Grabhügel vorgeschichtlicher Zeitstellung.                                           | D-6-6025-0077 |      |
| Reuchelheim (Standort) | Befunde der frühen Neuzeit im Bereich der Katholischen Pfarrkirche St. Johannes Baptista von Reuchelheim. | D-6-6025-0099 |      |

### Bodendenkmäler in der Gemarkung Schraudenbach
| Lage                     | Objekt                                              | Akten-Nr.     | Bild |
| ------------------------ | --------------------------------------------------- | ------------- | ---- |
| Schraudenbach (Standort) | Siedlung vor- und frühgeschichtlicher Zeitstellung. | D-6-6026-0183 |      |

### Bodendenkmäler in der Gemarkung Schwebenried
| Lage                    | Objekt | Akten-Nr.     | Bild |
| ----------------------- | --- | ------------- | ---- |
| Schwebenried (Standort) | Siedlung der ältesten Linearbandkeramik.                                                                                                 | D-6-5926-0001 |      |
| Schwebenried (Standort) | Burgstall des Mittelalters. | D-6-5926-0002 |      |
| Schwebenried (Standort) | Siedlung der Linearbandkeramik, der Urnenfelderzeit, der Hallstattzeit und der Latènezeit.                                               | D-6-5926-0003 |      |
| Schwebenried (Standort) | Siedlung der Linearbandkeramik, des Mittelneolithikums, der Hallstattzeit und der jüngeren Latènezeit, urnenfelderzeitliche Brandgräber. | D-6-5926-0004 |      |
| Schwebenried (Standort) | Befunde der frühen Neuzeit im Bereich der Katholischen Pfarrkirche St. Michael von Schwebenried.                                         | D-6-5926-0186 |      |
| Schwebenried (Standort) | Bestattungsplatz mit Grabhügeln vorgeschichtlicher Zeitstellung.                                                                         | D-6-5926-0192 |      |
| Schwebenried (Standort) | Bestattungsplatz mit Grabhügeln vorgeschichtlicher Zeitstellung.                                                                         | D-6-5926-0193 |      |
| Schwebenried (Standort) | Bestattungsplatz mit Grabhügel vorgeschichtlicher Zeitstellung.                                                                          | D-6-5926-0194 |      |